# 普罗维登斯号潜艇
普罗维登斯号潜艇（USS Provindence (SSN-719)）是美国海军洛杉矶级核潜艇，第五艘以罗得岛州普罗维登斯命名。
普罗维登斯号潜艇于1982年10月14日在康涅狄格州格罗顿的通用动力电船公司安放龙骨，1984年8月4日下水，1985年7月27日服役，計畫將於2021年12月2日退役。